# Olderfjord (Troms)
Olderfjord est une localité du comté de Troms, en Norvège.

## Géographie
Administrativement, Olderfjord fait partie de la kommune de Kvænangen.